# Saint-Julien-des-Landes
Saint-Julien-des-Landes là một xã ở tỉnh Vendée trong vùng Pays de la Loire, Pháp. Xã này có diện tích 28,31 km², dân số năm 2006 là 1266 người. Xã này nằm ở khu vực có độ cao trung bình 62 mét trên mực nước biển.

## Biến động dân số
| Năm | 1962  | 1968  | 1975 | 1982  | 1990  | 1999  | 2006  |
| --- | ----- | ----- | ---- | ----- | ----- | ----- | ----- |
| Dân số | 1 003 | 1 012 | 964  | 1 013 | 1 075 | 1 105 | 1 266 |
| From the year 1962 on: No double counting—residents of multiple communes (e.g. students and military personnel) are counted only once. |       |       |      |       |       |       |       |